# Айгамукса
Айгамукса, или айгамуча — в готтентотской мифологии, чудовище-людоед, выглядящее как большая, худая обезьяна с длинными клыками. Согласно легендам, айгамукса прячется за песчаными дюнами и подстерегает беспечных и неосторожных путешественников. Глаза айгамуксу были расположены на подъёмах ног, в результате чего они бегали вслепую. Если айгамукса хотел увидеть, куда он идёт и что происходит вокруг, он ложился или опускался на четвереньки.
Готтентоты описывали айгамуксу как вечно голодное существо, поскольку из-за своей неповоротливости чудовищу редко удавалось схватить и съесть человека.
Легенды о существе были собраны и записаны известным немецким антропологом Леонардом Шульце для его книги «Aus Namaland und Kalahari».